# Vlaamse Zandleemstreek
Zandlemig Vlaanderen, ook Zuid-Vlaanderen of Vlaamse Zandleemstreek, is de geografische streeknaam in België voor het zuidelijke deel van de provincies Oost- en West-Vlaanderen en het meest westelijke deel van de provincie Brabant, in het noorden begrensd door de Zeepolders en Zandig Vlaanderen, in het westen door de Frans-Belgische grens, in het zuiden door de lijn Moeskroen–Ronse–Edingen–Halle en in het oosten door de westelijkste randgemeenten van de Brusselse agglomeratie.
Naast de substreken West-Vlaamse Heuvels en Vlaamse Ardennen omvat de Vlaamse Zandstreek ook de Denderstreek, het Pajottenland en het Kortrijkse, de Leiestreek en de Mandelas. De hoogte neemt toe van 20 m (in het noorden) tot 150 m (hoogste punten van de West-Vlaamse Heuvels en de Vlaamse Ardennen).
Het gebied heeft een vrij open agrarisch karakter, maar het platteland is sterk verstedelijkt, behalve in de Westhoek. De bodem bestaat overwegend uit (goed gedraineerde) zandleem. 

## Landbouw
In het gebruik van de landbouwgronden overwegen tarwe, gerst, maïs, aardappelen en nijverheidsgewassen, zoals cichorei (rond Roeselare), hop (te Poperinge en in de streek tussen Aalst en Asse) en tabak (in de omgeving van Wervik en te Appelterre). In het West-Vlaamse deel is de groenteteelt belangrijk geworden. De vlasteelt heeft nog betekenis in de Leie- en de Mandelstreek. Ook de veeteelt (melkkoeien, varkens voornamelijk in de omgeving van Roeselare) en pluimveeteelt zijn van grote betekenis. De gemiddelde bedrijfsgrootte van de landbouwbedrijven is beperkt (ruim 13 ha).

## Industrie
In het West-Vlaamse deel is de industrie geconcentreerd in de Mandelas en voornamelijk het Kortrijkse. In het Oost-Vlaamse deel is industrie gevestigd te Oudenaarde, Ronse, Ninove, Geraardsbergen en vooral in de streek Aalst-Erembodegem-Denderleeuw. 
Er is een sterk uitgaande pendel van de Denderstreek en het Pajottenland naar de Brusselse agglomeratie. 

## Toerisme
Behalve de cultuurhistorische centra (onder andere Ieper, Kortrijk, Oudenaarde, Ronse en Geraardsbergen) zijn voornamelijk de West-Vlaamse Heuvels, de Vlaamse Ardennen en het Pajottenland toeristisch aantrekkelijk.